# Sangerhausen
Sangerhausen – miasto powiatowe w Niemczech, w kraju związkowym Saksonia-Anhalt, siedziba powiatu Mansfeld-Südharz, leży ok. 50 km na zachód od Halle (Saale).

## Geografia

### Położenie geograficzne
Sangerhausen leży na wschodnim skraju Goldene Aue – doliny między południowym Harzem a Kyffhäuser, przez którą przepływa rzeka Helme. Przez miasto płynie strumień Gonna.

### Podział miasta
Miasto dzieli się na 14 dzielnic:
| - Breitenbach - Gonna - Grillenberg - Großleinungen - Horla | - Lengefeld - Morungen - Oberröblingen - Obersdorf - Riestedt | - Rotha - Wettelrode - Wippra - Wolfsberg |

### Rozrost miasta
1 października 2005 do miasta przyłączono wspólnotę administracyjną Sangerhausen (gminy Gonna, Grillenberg, Horla, Lengefeld, Morungen, Oberröblingen, Obersdorf, Rotha i Wettelrode) oraz gminy Breitenbach, Großleinungen i Wolfsberg. Kolejna zmiana administracyjna nastąpiła tego samego roku, 1 grudnia przyłączono gminę Riestedt. Ostatnia ekspansja nastąpiła 1 stycznia 2008, kiedy to miasto wchłonęło gminę Wippra. W przeciągu trzech lat powierzchnia miasta wzrosła ponad sześciokrotnie tzn. z 34,3 do 207,64 km².

## Historia
Pierwsze wzmianki o Sangerhausen pochodzą z 840 roku. Według spisu utworzonego między 881 a 899 miasto wymienia się jako Sangerhus. W 991 roku należało do klasztoru Memleben. Prawa miejskie uzyskano w 1194 roku. W 1263 roku wybudowano mury miejskie. Od średniowiecza istotną rolę odgrywały kopalnie srebra i miedzi. W 1525 roku wielu mieszkańców miasta wzięło udział w wojnie chłopskiej. Z tej przyczyny na miasto nałożono 5 000 guldenów kary oraz stracono siedem osób. Reformacja rozwinęła się dopiero po śmierci księcia Jerzego Brodatego (niem. Georg der Bärtige) w 1539 roku.
W 1815 roku Sangerhausen włączono do Prus. Linię kolejową doprowadzono w 1865 roku. Rozwój przemysłu doprowadził do powstania fabryk maszyn, mebli i cukru. W 1951 roku państwowa kopalnia im. Thomasa Müntzera rozpoczęła wydobycie miedzi, które zakończono po zjednoczeniu Niemiec. Do dzisiaj pozostały: kopalnia w dzielnicy Wettelrode, służąca jako muzeum oraz hałda Hohe Linde w północnej części miasta.

### Rozwój demograficzny
Liczba mieszkańców (od 31 grudnia 1960):
| - 1824 – 4 419 - 1895 – 11 414 - 1946 – 16 220 - 1950 – 16 753 - 1960 – 23 778 - 1981 – 33 822 - 1984 – 33 466 - 1986 – 33 064 - 1995 – 29 734 | - 1997 – 27 798 - 1998 – 26 917 - 1999 – 26 121 - 2000 – 25 399 - 2001 – 24 881 - 2002 – 24 337 - 2003 – 23 836 - 2004 – 23 435 - 2005 – 23 261 |

## Polityka

### Rada Miejska
Wybierana na pięć lat rada składa się z 36 członków oraz burmistrza.
Skład rady miejskiej:
- CDU 11 radnych
- Die Linke 10 radnych
- niezrzeszeni 7 radnych
- SPD 4 radnych
- FDP 3 radnych
- NPD 1 radny

(stan: wybory komunalne z 5 września 2004)

## Gospodarka
W mieście rozwinął się przemysł maszynowy, odzieżowy, skórzany, spożywczy oraz rowerowy.

## Infrastruktura

### Komunikacja

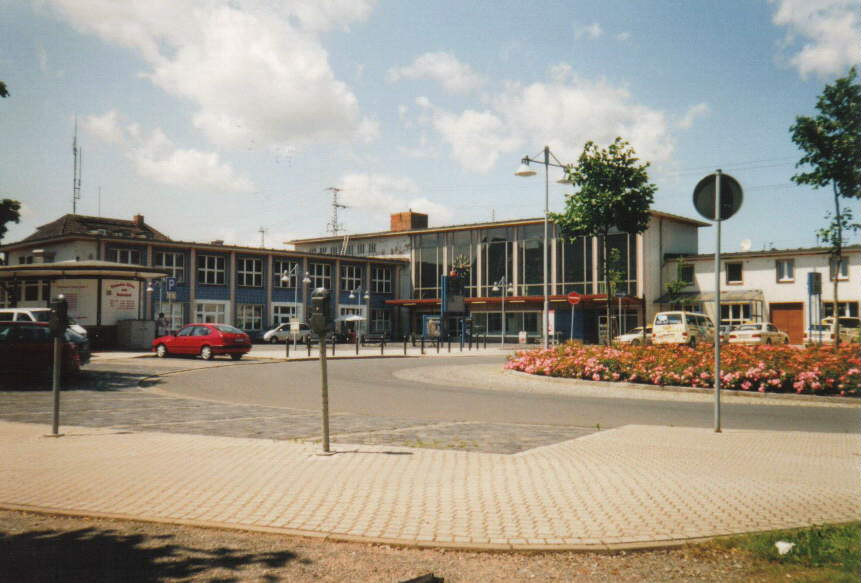
Dworzec kolejowy

#### Drogi
- Autostrady: A38 – Südharzautobahn, A71 – Thüringer-Wald-Autobahn (obie autostrady są wciąż w budowie).
- Drogi krajowe: B80 (Halle (Saale) – Kassel), B86 (Erfurt – Magdeburg)

#### Kolej
W mieście znajduje się stacja kolejowa. W Sangerhausen przecinają się linie Halle (Saale) – Kassel i Magdeburg – Erfurt. Szybkie połączenie z Halle zapewnia Kupfer-Express (pol. miedziany ekspres).

## Kultura i zabytki
W Sangerhausen znajdują się trzy kościoły pochodzące jeszcze ze średniowiecza: Kościół św. Jakuba (St. Jakobi), św. Ulryka (St. Ulrici) i kościół Mariacki Marienkirche). Ze średniowiecza pochodzą również: Stary Zamek (tylko pozostałości), Nowy Zamek i Ratusz.
Neogotycki Kościół Serca Pana Jezusa (Herz-Jesu) został poświęcony w 1894 roku.
Od 1903 roku w Sangerhausen znajduje się rozarium Europa-Rosarium z największym na świecie zbiorem róż.
W Muzeum Spenglera (Spengler-Museum) znajduje się kompletny szkielet mamuta.

## Współpraca
Miejscowości partnerskie:
- Baunatal, Hesja
- Chełmża, Polska
- Trnawa, Słowacja
- Zabrze, Polska

## Osoby

### urodzone w Sangerhausen
- Florian Bernhardt (ur. 29 czerwca 1988), sztangista
- Julius von Bose (1809–1894), pruski generał
- Juta z Chełmży (1220–1240), błogosławiona
- Norbert Nachtweih (ur. 4 czerwca 1957), piłkarz
- Kai Niemann (ur. 8 lutego 1973), komponista i piosenkarz
- Werner Rothmaler (1908–1962), botanik i profesor Uniwersytetu Greifswald
- Einar Schleef(inne języki) (1944–2001), reżyser i pisarz
- Paul Winter (1997), niemiecki skoczek narciarski

### związane z miastem
- Ägidius Hunnius Młodszy, (1594-1642), teolog, superintendent (nadzorca) Sangerhausen